# HD41666
HD41666 — хімічно пекулярна зоря спектрального класу F0, що має видиму зоряну величину в смузі V приблизно  7,7.
Вона  розташована на відстані близько 471,3 світлових років від Сонця.